# Risus sardonicus
Risus sardonicus (fra latin risus "latter" og sardonicus "sardonisk") er en karakteristisk tilstand af konstant spænding i ansigtsmusklerne.
Tilstanden kan være et symptom ved stivkrampe og ved forgiftning med stryknin.
| Lægevidenskab | Spire Denne artikel om lægevidenskab er en spire som bør udbygges. Du er velkommen til at hjælpe Wikipedia ved at udvide den. |